# Hefner (Band)
Hefner war eine britische Indie-Rock-Band. Sie wurde 1995 in London gegründet. Nach 2002 hatte sie nur noch einen gemeinsamen Auftritt, zu Ehren von John Peel, der ein bedeutender Förderer der Band war.

## Geschichte
Gründungsmitglieder Darren Hayman und Antony Harding trafen sich 1992 auf der Kunsthochschule von Kent. In wechselnder Besetzung begann die Band 1995, Konzerte zu geben. Auf frühen Aufnahmen spielte Hayman alle Instrumente selber, lediglich ergänzt durch Hardings Hintergrundgesang. Auf der ersten Veröffentlichung A Better Friend (1997) übernahm dann Harding das Schlagzeug und John Morrison den Bass.
Hefners Debütalbum Breaking God's Heart erschien 1998. Es wurde mit geringem technischen Aufwand praktisch in einem Take aufgenommen. Ab dem nächsten Album The Fidelity Wars ergänzte Jack Hayter die Besetzung. Es war eher düster und drehte sich um die Idee der Trennung. 2000 veröffentlichte Hefner eine Sammlung bereits erschienener Singles und EPs auf Boxing Hefner sowie ein Album neuer Songs, We Love the City. Dieses Album war im Vergleich zu früheren raffinierter instrumentiert und aufwändiger aufgenommen.

## Diskografie

### Studioalben
- 1998: Breaking God's Heart
- 1999: The Fidelity Wars
- 2000: We Love the City
- 2001: Dead Media

### Kompilationen
- 2000: Boxing Hefner
- 2002: Kick, Snare, Hats, Ride
- 2006: The Best of Hefner
- 2006: Catfight
- 2006: Maida Vale